# Missale Slesvicense

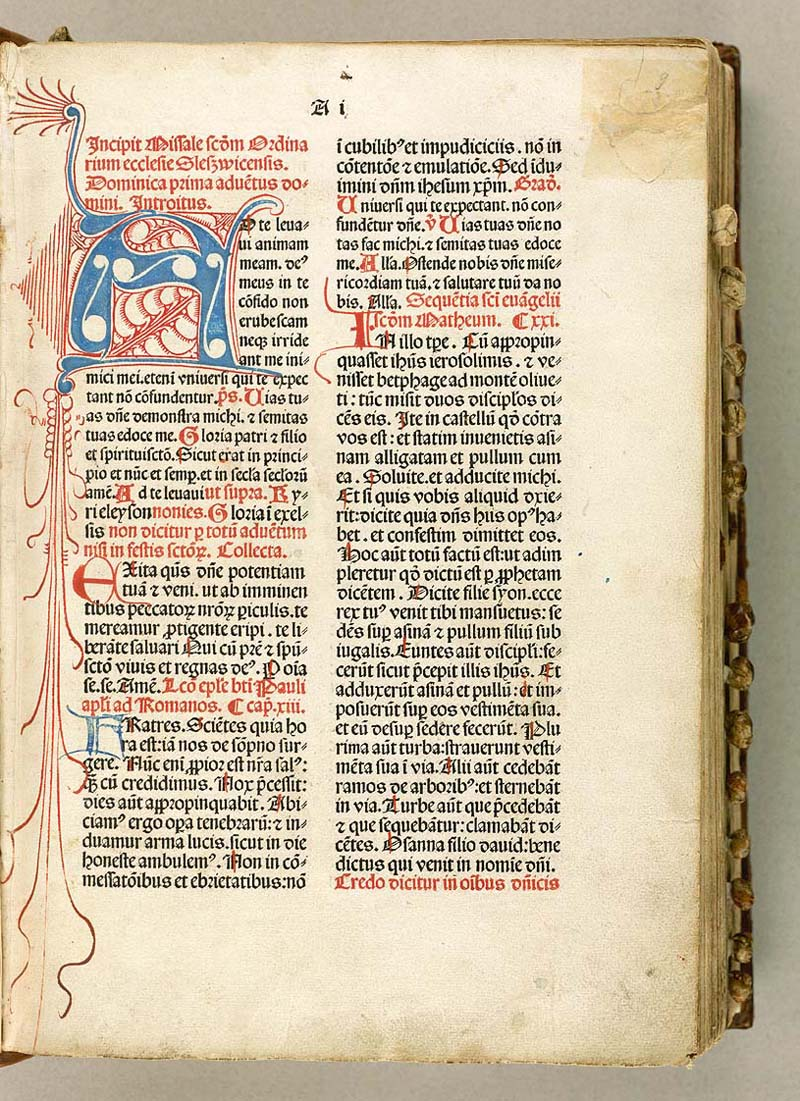
Erste Seite des Missale mit dem Proprium für den 1. Adventssonntag

Das Missale Slesvicense (lat., deutsch: „Schleswiger Messbuch“), vollständig Missale secundum ordinarium ecclesie Slesvicensis, ist eine Inkunabel des Lübecker Buchdruckers Steffen Arndes. Es erschien 1486 in Schleswig und ist das zweite Buch, das überhaupt in Dänemark gedruckt wurde, und das erste Buch, das in Schleswig-Holstein gedruckt wurde. Es gilt als Höhepunkt der frühen Buchdruckerkunst in Dänemark.

## Details
Das Missale Slesvicense entstand finanziert von dem Staller Laurens Leve und dessen Sohn, dem Domherrn Levo Leve, in rund 300 Exemplaren, von denen vier erhalten sind.
Es ist ein Messbuch für die katholische Kirche im Bistum Schleswig und enthält Gebete, Psalmen und Texte für die Messliturgie. Der Umfang beträgt 265 Blätter im Format 35,6 × 23,8 cm. Der Einband ist in roter und schwarzer Farbe gehalten. Die Schrifttypen sind gotisch, die großen Initialen auf jeder Seite handgezeichnet.

## Verbleib
Zwei der erhaltenen Exemplare des Missale Slesvicense befinden sich in der Dänischen Königlichen Bibliothek in Kopenhagen. Ein weiteres Exemplar ist im Besitz des Landesmuseums in Schloss Gottorf in Schleswig.
Das vierte Exemplar wurde 1935 vom damaligen evangelisch-lutherischen Pastor der Nordseeinsel Amrum in einem alten Schrank gefunden. Es wurde lange in der Kirchengemeinde aufbewahrt. Schließlich wurde das Messbuch von 2000 bis 2002 aufwändig restauriert und dem Landeskirchlichen Archiv in Kiel zur Aufbewahrung übergeben. Gelegentlich wird es in der Amrumer St. Clemens-Kirche in Nebel ausgestellt.
Keines der vier Exemplare ist vollständig erhalten.